# Hrvatska enciklopedija
La Hrvatska enciklopedija ou Hrvatska opća enciklopedija (Encyclopédie croate ou Encyclopédie générale croate) est une encyclopédie générale et nationale en langue croate publiée par l’Institut lexicographique Miroslav Krleza (hr).
Le projet a commencé en 1999 et représente la cinquième encyclopédie après l’Encyclopédie croate (Ujević) (hr) de Mate Ujević (hr), l’Encyclopédie générale de l’Institut lexicographique yougoslave (en) et les deux éditions de l’Encyclopédie de Yougoslavie.

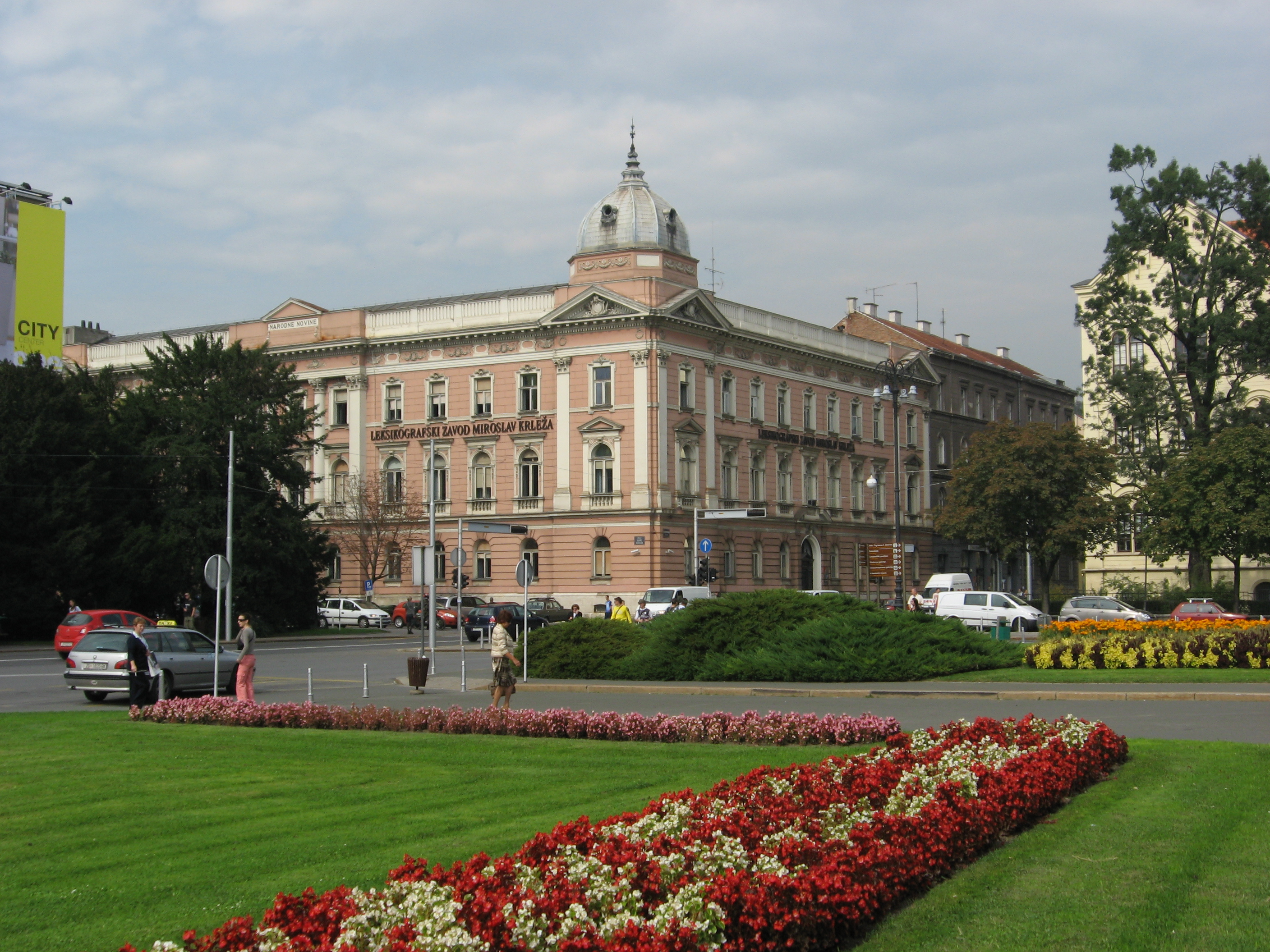
L’Institut lexicographique Miroslav Krleža à Zagreb.

Onze volumes furent publiés dans la période 1999–2009 avec un nouveau volume à chaque année. Depuis 2010, l’édition en ligne de l’encyclopédie a été mise en place, mise à jour et enrichie par un nouveau contenu multimédia. La consultation libre en ligne de l’Encyclopédie Croate est possible depuis septembre 2013. L’édition imprimée n’est plus mise en vente et les volumes suivants ne sont plus disponibles que sous forme numérique via l’Internet.

## Volumes
| Numéro du volume | Rédacteur en Chef | Année | Pages |
| ---------------- | ----------------- | ----- | ----- |
| I. : A – Bd      | Dalibor Brozović  | 1999  | 674   |
| II. : Be – Da    | Dalibor Brozović  | 2000  | 723   |
| III. : Da – Fo   | Dalibor Brozović  | 2001  | 722   |
| IV. : Fr – Ht    | Dalibor Brozović  | 2002  | 753   |
| V. : Hu – Km     | August Kovačec    | 2003  | 725   |
| VI. : Kn – Mak   | August Kovačec    | 2004  | 786   |
| VII. : Mal – Nj  | August Kovačec    | 2005  | 814   |
| VIII. : O – Pre  | Slaven Ravlić     | 2006  | 773   |
| IX. : Pri – Sk   | Slaven Ravlić     | 2007  | 842   |
| X. : Sl – To     | Slaven Ravlić     | 2008  | 830   |
| XI. : Tr – Ž     | Slaven Ravlić     | 2009  | 859   |

L’ensemble des volumes imprimés représente 9 272 pages et 67 077 articles avec au total 1 059 000 lignes de texte; cela représente le travail de 1 070 auteurs associés. Certains volumes sont le résultat de la collaboration de 20 à 30 membres de l’Institut de lexicographie et de 300 à 400 contributeurs associés.